# Население Северной Каролины
По данным Бюро переписи населения США, по состоянию на 2006 год в Северной Каролине проживало 8 856 505 человек. Темпы роста численности населения Северной Каролины превышают аналогичные темпы роста в Соединённых Штатах в целом. В Северной Каролине наблюдается как естественный, так и миграционный прирост. Между 2005 и 2006 годами Северная Каролина обогнала Нью-Джерси по числу жителей, став 10-м самым густонаселённым штатом Америки. Удельная численность населения в возрасте до 5 лет составляет 6,7 %, 24,4 % населения были моложе 18 лет и 12,0 % были старше 65 лет. Доля женского населения примерно равна 51 %.
В Северной Каролине находятся три крупные городские агломерации с населением свыше 1 млн человек.
- Шарлоттская агломерация[англ.]: Шарлотт-Гастония-Солсбери — численность населения 2 454 619 человек
- Triangle: Роли-Дарем-Чапел-Хилл — 1 998 808 человек.
- Piedmont Triad: Гринсборо-Уинстон-Сейлем-Хай-Пойнт, NC — 1 611 243 человек.

Также в этом штате находятся 9 населённых пунктов с численностью населения свыше 100 000 человек:
- Шарлотт: Mecklenburg County — 775 202 человек.
- Роли: Wake County — 423 179 человек.
- Гринсборо: Guilford County — 277 080 человек.
- Дарем: Durham County — 239 358 человек.
- Уинстон-Сейлем: Forsyth County — 234 349 человек.
- Фейетвилл: Cumberland County — 202 103 человек.
- Кэри: Wake County — 145 693 человек.
- Уилмингтон: New Hanover County — 109 922 человек.
- Хай-Пойнт: Guilford County — 106 586 человек[3].

## Демографические тенденции
Согласно переписи 2007 года выявлена следующая расовая структура населения: 70% белых американцев, 25,3 % афроамериканцев, 1,2 % американских индейцев и оставшиеся 6,5 % приходятся на латиноамериканцев. Исторически Северная Каролина была сельским штатом, причём большая часть населения жила на фермах или в небольших городах. Однако в течение последних 30 лет штат стремительно урбанизировался, и сегодня большинство жителей Северной Каролины проживает в городских и пригородных районах. В частности, города Шарлотт и Роли стали крупными городскими центрами с быстрорастущим населением. Большая часть этого роста основывалась на иммигрантах из Латинской Америки, Индии и Юго-Восточной Азии. Кроме того, большое число американцев из других штатов иммигрировали в Северную Каролину. Северная Каролина была одним из самых быстрорастущих штатов страны в 1980-х и 90-х годах, но темпы роста населения в 2000-х пошли на убыль в связи с изменением экономических условий.

## Афроамериканцы
Афроамериканцы составляют почти четверть населения Северной Каролины. Сотни афроамериканцев находятся в сельских округах в юго-центральной и северо-восточной части штата, и, в основном, в чёрных районах крупных городов. До середины 1820-х годов в Северной Каролине было меньше ферм и плантаций, чем в соседней Южной Каролине и Виргинии. Таким образом и нужды в чёрных рабах было меньше. Сравнительно небольшое число чернокожих проживает в горных районах штата. В некоторых горных районах, чёрное население исторически исчисляется всего несколькими десятками человек.

## Американцы азиатского происхождения
Доля населения азиатского происхождения в Северной Каролине быстро растёт. Так, число индусов за период с 1990 по 2002 год возросло в пять раз. а вьетнамцев в три раза. По последним данным, численность азиатов продолжает возрастать и в настоящее время. При этом индусы являются одной из наиболее образованных групп населения в США. В 80-х годах XX века многие хмонги из Лаоса иммигрировали в Северную Каролину, убегая от коммунистического правления. В настоящее время в штате проживает 12000 хмонгов. Небольшие общины хмонгов расположены неподалёку от Марион.
Наиболее ранние сведения об иммиграции из Азии в Северную Каролину восходят к середине 1800-х годов, когда китайцы нанимались в качестве шахтёров и сельскохозяйственных рабочих. Также известны тайские сиамские близнецы — Eng и Chang Bunker — соединённые друг с другом в районе груди. Они поселились в Wilkesboro в 1839 году. Немного меньше в Северной Каролине проживает японцев, филиппинцев и корейцев, приехавших на работу на фермы и в рыбную промышленность в начале и середине 20-го века.

## Американцы европейского происхождения
В первую очередь, Северную Каролину заселили иммигранты из Великобритании, а, также, англичане, мигрировавшие из Вирджинии. Кроме того, была волна европейской протестантской иммиграции, включая британских, ирландских и французских гугенотов. Также в Северную Каролину приехали немцы Швейцарии, которые обосновались в Нью-Берне. Валлийцы переселились в XVIII веке к востоку от нынешнего Фейетвилла.
Потомки шотландцев, ирландцев и англичан разбросаны по всей территории штата. Исторически шотландцы и ирландцы селились в основном в Пьемонте. Они были последними и наиболее многочисленными группами иммигрантов из Великобритании и Ирландии до Американской революции. Они расселились по всему югу Аппалачей, где продолжали поддерживать свою собственную культуру. Шотландцы и ирландцы были независимы, преимущественно занимаясь фермерством.
В округе Уинстон-Сейлем проживает значительное число населения немецкого происхождения (потомки переселенцев, мигрировавших с территории современной Чехии). Эти люди приехали вместе с протестантами Моравской церкви в середине XVIII века. При этом моравы Уинстон-Сейлема, в основном, немецкого, а не чешского происхождения. А их протестантская община берёт своё название от духовного движения, которое зародилось в XV веке в Моравии и соседней Чехии.
В начале XX века, небольшая группа православных иммигрантов с Украины обосновались округе Пендер. Вдоль побережья штата проживают потомки португальских рыбаков из Португалии и Азорских островов, в настоящий момент их численность достигает 50000 человек. Также в Северной Каролине проживает значительная итальянская диаспора численностью 180000 человек, в основном, проживающих в городах. Также в штате проживают сезонные жители, известные как «снежные птицы», большинство из них составляют канадцы, которые живут в прибрежных городах каждую зиму.

## Латиноамериканцы
Начиная с 1990 года численность латиноамериканцев в штате заметно увеличилась. Латиноамериканцы приезжали как трудовые мигранты и занимались работой, которая не требовала высокой квалификации. В результате большое число мигрантов из Мексики, Центральной Америки и Доминиканской Республикой остались жить в Северной Каролине. В итоге появились таких пригороды, как Истлэнд в Шарлотт, где мексиканцы являются этническим большинством. Новые баррио в Роли насаждают культуру Латинской Америке. Значительные диаспоры имеют кубинцы и пуэрториканцы, семьи некоторых из них переселились в Северную Каролину ещё в 1940-х годах. В 2005 году по оценкам Pew Hispanic Center примерно 300000 (65 %) латиноамериканцев являются нелегальными мигрантами; эти оценки основаны на данных Бюро переписи США. Число латиноамериканцев выросло с 77726 в 1990 году до 517617 в 2005 году, увеличиваясь в среднем на 13,5 % в год.

## Индейцы
В Северной Каролине проживает крупнейшее число индейцев среди всех штатов восточного побережья. По расчётным данным по состоянию на 2004 год в Северной Каролине проживает 110198 индейцев. На сегодняшний день, Северная Каролина признаёт восемь индейских племён в пределах штата.
- Восточная группа индейцев чероки была признана на федеральном уровне в 1868 году и получила признание штата в 1889 году. Восточные чероки проживают в восточной части округа Суэйн, а также в округах Грейам и Джэксон. В эту группу входит 13 400 индейцев, большинство из которых живут в резервации Qualla Boundary. Территория резервации занимает чуть более 56 000 акров (230 квадратных километров), которая передана федеральным правительством в специальное пользование восточной группе индейцев чероки.
- Племя халива-сапони получило признание штата в 1965 году. Население племени составляет немногим более 3800 человек, которые проживают в северо-востоке штата в округах Галифакс и Уоррен.
- Племя уаккама-сиу получило признание штата в 1971 году. Численность составляет около 2000 человек, проживающих в среднеатлантической части штата в округах Блейден и Коламбус.
- Племя кохари впервые получило признание штата в 1911 году. В 1913 году Северная Каролина отменила признание, однако, в 1971 году признало племя вновь. Численность племени составляет 1781 человек, которые проживают в округах Сэмпсон и Харнетт.
- Племя сапони, проживающее в округе Персон, получило признание штата в 1911 году. Численность племени составляет 850 человек.
- Группа окканичи индейцев сапони получила признание штата в 2002 году. Численность — 800 человек. Проживают в округах Ориндж и Аламанс.
- Ирокезоязычное племя мехеррин проживающее в округах Хертфорд, Гейтс и Берти. Численность — 557 человек.
- Племя ламби. Полностью не было признано в качестве официального племени штата[13].

Всего пять штатов: (Калифорния, Аризона, Оклахома, Нью-Мексико, и Техас) имеют численность индейцев большую, чем в Северной Каролине. При этом число индейцев и коренных жителей Аляски в США составляет 282 4751 человек или 0,95 % от общей численности населения.

## Религиозный состав населения
Северная Каролина, как и другие Южные штаты, в подавляющем большинстве является протестантским штатом. В конце XIX века крупнейшей протестантской деноминацией штата была Южная баптистская конвенция. Однако быстрый приток иммигрантов с севера США и Латинской Америки привёл к росту числа католиков и евреев. Растущее разнообразие религиозных групп в Северной Каролине наиболее заметно в крупных городах, таких как, Шарлотт, Роли и Дарем. Именно в этих городах и пригородах селилось большинство новых иммигрантов. Тем не менее, во многих сельских поселениях баптисты остаются доминирующей христианской церковью. Второй по величине протестантской церковь Северной Каролины — методисты, которые сильны в северном Пьемонте, и особенно в густонаселённом округе Гилфорд. Также в штате проживает значительное число квакеров в округе Гилфорд и на северо-востоке Северной Каролины и пресвитериан в Шарлотт и округе Скотленд.
Религиозная структура населения выглядит следующим образом:
- Христиане: 79%
  - Протестанты: 57%
    - Баптисты: 38%
    - Методисты: 9%
    - Пресвитериане: 3%
    - Лютеране: 2%
    - Другие протестанты: 5%

  - Католики: 10%
  - Другие христиане, такие как, Неденоминированные христиане, Пятидесятники, и Мормоны: 12%
- Иудаизм: 1%
- Другие религии: 3%
- Неверующие: 10%
- Отказавшиеся ответить: 7%